# Marjorie Hasler

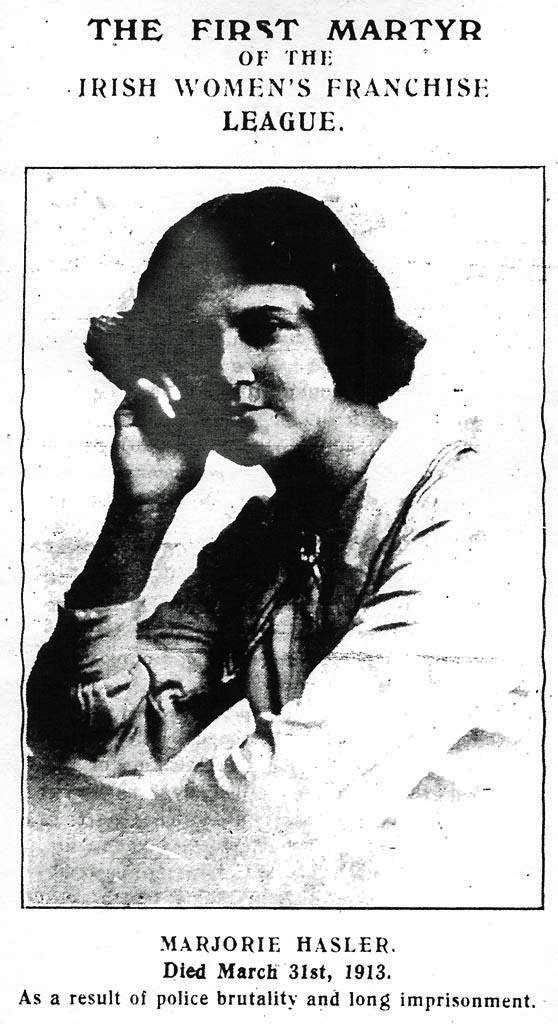
Marjorie Hasler, primera màrtir

Marjorie Hasler   (1887 - 31 de març de 1913) fou una sufragista irlandesa, considerada "la primera màrtir irlandesa per la causa sufragista".

## Biografia
Hasler nasqué al voltant del 1887 a Irlanda: no se sap res més sobre els seus primers anys de vida o la seua família. Entrà en la Irish Women's Franchise League (IWFL) al juliol del 1910. El 18 de novembre del 1910, era una de les diputades irlandeses que viatjà a Londres per a fer costat a Emmeline Pankhurst amb la seua petició a H. H. Asquith, primer ministre britànic. En la violència resultant d'aquest dia, conegut com el "Divendres Negre", Hasler va patir una lesió al cap quan la colpejaren contra una paret. Com a resultat, sofria maldecaps de manera intermitent, i alguns danys en la columna vertebral. Això no la va dissuadir de la seua acció militant: tornà a Londres a l'any següent, i fou empresonada durant 14 dies per trencar les finestres del govern.
Al juny del 1912, fou empresonada, amb Hanna Sheehy-Skeffington i altres sis dones a la presó de Mountjoy pel trencament de finestres de l'Oficina General de Correus de Dublín. Aquestes vuit dones foren les primeres a ser condemnades i empresonades a Irlanda per sufragisme militant. La multaren amb 10 lliures i la sentenciaren a 6 mesos, la sentència més llarga de les vuit sufragistes condemnades. Hasler comparà les sufragistes amb Land Leaguers en un article per a The Irish Citizen el 22 de juny del 1912: "No ens agrada trencar finestres més que als hòmens els agrada trencar cranis. Crec, però, que en tots dos casos hi ha un fort sentiment que alguna cosa ha de ser trencada abans que un error puga esmenar-se". L'alliberaren el 10 de novembre del 1912, quan hi havia estat quatre mesos, després de presentar una petició signada per 10 dels jurats que l'havien condemnat. Sheehy-Skeffington va afirmar que Hasler es negava que la IWFL també fes una petició en el seu nom.
En eixir de presó, la seua salut s'havia deteriorat; tanmateix, això contrasta amb el testimoniatge de Sheehy-Skeffington sobre les acrobàcies esportives de Hasler mentre era a la presó. Va morir sobtadament el 31 de març del 1913 després de contraure xarampió. La seua mort ha estat descrita per insuficiència cardíaca. Les seues companyes sufragistes i The Irish Citizen afirmaven que fou l'empresonament i la brutalitat policial el que li havia danyat la salut l'any posterior a la seua mort.